# Trods Alt
Trods Alt var et illegalt kommunistisk blad, som udkom i Odense under 2. verdenskrig. Bladet udkom første gang i juli 1942 og blev derefter udgivet en gang om måneden frem til krigens afslutning. Det fortsatte  også efter krigen frem til 27 november 1949.. Bladet indeholdte bl.a. notitser med lokalt indhold, hvor der blev advaret mod stikkere, tyskerpiger og værnemagere.
Under den store folkeopstand og strejke i Odense i 1943 (Augustoprøret), blev bladet dog udsendt dagligt som flyveblade og var kraftigt med til at påvirke folkestemningen i byen.